# Reinhold Fleschhut
Reinhold Fleschhut (* 11. November 1908 in Illertissen, Königreich Bayern; † nach 1978) war ein deutscher Politiker (SED). Er war Präsident der Kammer für Außenhandel der DDR.

## Leben
Fleschhut, Sohn eines Arbeiters, besuchte die Volksschule sowie die Handelsschule. Nach einer kaufmännischen Lehre arbeitete er als technischer Kaufmann in Augsburg und Hof. Er war Geschäftsführer von Textilfabriken in Plauen. Am 31. Mai 1937 beantragte er die Aufnahme in die NSDAP und wurde rückwirken zum 1. Mai desselben Jahres aufgenommen (Mitgliedsnummer 4.427.825).
Während des Zweiten Weltkrieges leistete er ab 1940 Kriegsdienst bei der Wehrmacht, zuletzt als Oberschütze im Infanterie-Regiment 276. Er desertierte 1941 zur Roten Armee, besuchte 1942 die Antifa-Schule bei Gorki sowie einen Lehrgang bei Moskau. Er war Teilnehmer an der Frontschule der Roten Armee. 1943 wurde er Mitglied des Nationalkomitees „Freies Deutschland“ (NKFD). Das NKFD delegierte ihn als Frontbevollmächtigten an die Ukrainische Front. 1944 wurde er verwundet.
Nach seiner Rückkehr nach Deutschland 1945 trat Fleschhut der KPD bei und wurde 1946 Mitglied der SED. 1945/46 war er Stadtrat in Meißen, von 1947 bis 1949 Landrat in Meißen. Fleschhut arbeitete als Leiter der Hauptabteilung Arbeit und Sozialfürsorge im Ministerium für Industrie, Arbeit und Aufbau bzw. für Wirtschaft und Arbeit der Landesregierung Sachsen.
Von 1952 bis 1955 fungierte er als stellvertretender Vorsitzender des Rates des Bezirkes Leipzig. Gleichzeitig war er Abgeordneter des Bezirkstages Leipzig. Zwischen 1955 und 1957 hatte er das Amt des stellvertretenden Oberbürgermeisters der Stadt Leipzig inne. Vom 1. September 1957 bis September 1958 wirkte er als Präsident der Kammer für Außenhandel der DDR. Danach war er von 1959 bis 1963 Direktor des Außenhandelsbetriebes Deutsche Rauchwarenexport und -import GmbH in Leipzig. Anschließend arbeitete er als wissenschaftlicher Mitarbeiter der Vereinigung Volkseigener Betriebe (VVB) Tagebauausrüstungen TAKRAF in Leipzig. Im Jahr 1978 wurde er Vorsitzender des Kreiskomitees der Antifaschistischen Widerstandskämpfer Leipzig-Land. Fleschhut lebte zuletzt als Veteran in Markkleeberg.

## Auszeichnungen
- Vaterländischer Verdienstorden in Bronze (1955) und in Gold (1978)